# Per Karlsson (fotbollsspelare)
Per Jonas Karlsson, född 2 januari 1986 i Solna, Sverige, är en svensk före detta fotbollsspelare som spelade mittback för AIK. 
Karlsson leder listan av spelare med flest spelade matcher för AIK med 396 matcher, varav 329 av dem i Allsvenskan. Han vann SM-guld med klubben två gånger (2009, 2018), Svenska cupen en gång (2009) och Svenska Supercupen en gång (2010). Han tilldelades även Allsvenskans bästa försvarare två gånger (2013, 2018).
Per Karlsson har även spelat två landskamper för Sveriges herrlandslag, den 20 januari 2010 då man slog Oman med 1–0 och den 15 januari 2015 i en 2–0-vinst mot Elfenbenskusten.

## Uppväxt
Per Karlsson växte upp i ett hus vid stadsdelen Huvudsta i Solna kommun med sin pappa, mamma och syster. Karlssons syster, Anna, blev tidigt hans bästa vän och de spelade fotboll tillsammans varje dag.
Under uppväxten tillbringade han mycket tid på två fotbollsplaner: Huvudstafältet och Råsunda IP. Karlsson och hans kompisar bodde nära fotbollsplanerna vilket ledde till att de spelade fotboll där fram tills det blev mörkt och någon av deras föräldrar kom och hämtade dem.  
Karlsson favoritlag var italienska Parma Calcio, där hans stora förebild Fabio Cannavaro spelade i många år.

## Klubblagskarriär

### Tidig karriär
Karlsson började spela fotboll i Vasalunds IF när han var fem år gammal, där stannade han i sju år. 12 år gammal bytte han till AIK:s ungdomslag. Som pojkspelare i AIK hängde han och hans nya lagkamrater alla lediga stunder på Råsunda IP; på en av deras plastgräsplaner. Kvällarna avslutade de allt ofta nere på McDonald's i Solna centrum.
När Karlsson var 13 år bestämde han sig för att satsa på fotboll. Han slutade med ishockey och investerade helhjärtat på fotboll. När han sedan blev femton vann han Sankt Erikscupen med AIK och blev därefter uttagen till det svenska P15-landslaget.

### 2003: Debut åren i AIK
Debuten i AIK:s A-lag kom i maj 2003 när han fick hoppa in mot BK Häcken i en cupmatch på Råsunda, då som innermittfältare. I juli samma år kom den allsvenska debuten borta mot Örgryte IS. År 2004 blev Karlssons år, Fredrik Björck fick vila och Per Nilsson spelade bara sporadisk på grund av en skada, då fick Karlsson chansen som mittback och det blev succé. I nio raka matcher fick Karlsson förtroende under huvudtränaren Patrick Englunds styre. Det blev totalt 12 matcher för Karlsson det året för AIK:s A-lag. AIK åkte dessvärre ur Allsvenskan men Karlsson kunde dock glädja sig åt sitt genombrott i allsvenskan och JSM-guldet han var med och vann för AIK Ungdom. Karlsson började som given i AIK:s 3-backlinje i Superettan året efter men efter endast fyra matcher bröt han benet och tvingades vila resten av året.

### 2006: Snabb utlåning till Väsby United

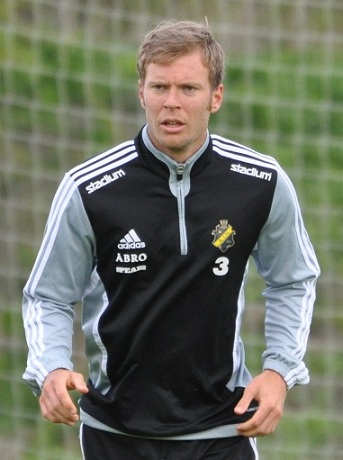
Per Karlsson under en träning med AIK.

I februari 2006 lånades Karlsson ut till Superettan-klubben och AIK:s samarbetsklubb Väsby United för att skaffa sig erfarenhet och matchträning. Dock var Karlsson tillbaka i AIK efter endast en månad frånvarande. AIK valde att kalla tillbaka honom för en cupmatch mot division två-laget Hudviksvalls ABK som skulle spelas den 20 februari 2006. Comebacken skulle bli minnesvärd för Karlsson, som i den 36:e matchminuten sköt in AIK:s ledningsmål på retur efter en hörna. Målet innebar att Karlsson hade gjort sitt första mål i AIK-tröjan och även sitt första mål på seniornivå. AIK vann sedan matchen som spelades på Råsunda fotbollsstadion inför 2 715 åskådare med 4–0. Karlsson bröt sedan armen den 4 maj 2006 efter en närkamp i en reservlagsmatch för AIK mot Djurgårdens IF. 

### 2007–08: Från utlåning till Åtvidaberg till startplats i AIK
Efter två skadedrabbade år lånades Karlsson ut på nytt, denna gång till Åtvidabergs FF som befann sig i Superettan. Han gjorde sin debut för klubben den 16 april 2007 i en 1–0-förlust borta mot IFK Norrköping.
Karlsson gjorde totalt 27 framträdanden för klubben som slutade sexa i ligan. När han därefter återvände från lånetiden var det långt ifrån självklart att han skulle stanna kvar i AIK, men den följande säsongen lyckades han spela till sig en ordinarie plats i Rikard Norlings startelva.

### 2009: AIK tog hem dubbeln med Karlsson som backbjässe
Under AIK:s guldjakt i hemmaderbyt mot Djurgården den 28 september 2009 (2–0) svarade Karlsson i den 79:e matchminuten för en numera legendarisk spagatbrytning då Kebba Ceesay kom i en kontring. Brytningen utanför det egna straffområdet hindrade ett friläge för Djurgården, men medförde att Karlsson tvingades att lämna planen strax därefter på grund av en ljumskskada. Året 2009 skulle bli ett succéår både för AIK samt Karlsson. AIK vann SM-guld för första gången sedan 1998 och Karlsson fick därmed vara med och vinna sin första SM-titel. Men det skulle dröja ända fram till säsongens sista omgång då AIK reste till Göteborg för att ställa sig mot tabelltvåan IFK Göteborg. AIK ledde redan serien inför den avslutande matchen och därför skulle kryss räcka för att säkra guldet. Man lyckades ändå vinna seriefinalen med 2–1 trots underläge i halvlek med 1–0. Endast sex dagar efter man vunnit SM-guld ställdes man ännu en gång mot IFK Göteborg, denna gång i Svenska cupens final 2009. AIK lyckades även denna gång slå IFK Göteborg med 2–0 och för första gången i klubbens historia hade man vunnit dubbeln. Vinsten i cupfinalen innebar att Karlsson för andra gången i sin karriär vunnit en titel och för första gången fick känna på att vinna Svenska cupen.

### 2010–12: Vinnare av Supercupen och Kina-erbjudande
Den 6 mars 2010 spelade Karlsson Supercupen för AIK i ytterligare en match mot IFK Göteborg. Supercupen spelades vanligtvis mellan vinnaren av Allsvenskan och vinnaren av Svenska cupen, men eftersom AIK vann båda fick de möta tvåan i Allsvenskan, vilket var IFK Göteborg. AIK vann match med 1–0 och vann därmed Supercupen för första gången i klubbens historia.
Säsongen 2010 skulle komma att bli en mardröm för Karlsson och AIK. Efter de sex inledande seriematcherna låg man på nedflyttningsplats med endast två poäng inspelade, utan seger, och endast gjort ett enda mål framåt. Guldtränaren Mikael Stahre lämnade klubben och in kom skotten Alex Miller som hade tränat Liverpool under flertal år. Karlsson åkte på en muskelskada under en bortamatch mot BK Häcken i Göteborg, vilket ledde till att han blev borta resten av säsongen. När 2010 summeras slutar AIK elva, sex poäng ifrån nedflyttningsplats. 
Karlsson var för första gången i sin fotbollskarriär på väg bort från AIK 2012 då han fick ett erbjudande från Qingdao FC. Han tackade själv ja men AIK ville däremot ha en klausul med Qingdao där det skulle finnas en möjligt att plocka hem Karlsson om Daniel Majstorovic, som då hade skrivit på för AIK, inte kunde spela. Qingdao sade tvärnej som ville köpa Karlsson fullt ut och det nya erbjudandet från klubben tackade AIK nej till.

### 2013–15: Årets försvarare och förlängning med AIK
Karlssons lagkamrat och nära vän Ivan Turina gick bort i början av maj 2013. Laget hade gått tungt med endast en vinst i inledningen av säsongen. Matchen efter det tragiska beslutet besegrade man IFK Göteborg på hemmaplan och laget blev därefter mer sammansvetsat. Under sommaren har man tio matcher i rad utan förlust och avslutar säsongen med fem raka segrar, trots det vinner Malmö FF serien.
Efter säsongen utsågs Karlsson till årets försvarare i Allsvenskan 2013 av en jury bestående av 16 huvudtränare och lagkaptener samt 32 utvalda journalister och experter. I maj 2014 förlängde Karlsson sitt kontrakt fram över säsongen 2017. År 2015 meddelade den schweiziska-klubb FC Zürich att man var intresserade av Karlsson. I och med att Jos Hooiveld skrev på för AIK den sommaren från Southampton, konkurrerade Karlsson med Sauli Väisänen och Noah Sonko Sundberg om två mittbacksplatser. Karlsson hade fått förklarat av sig av den dåvarande sportchefen Björn Wesström att han inte var påtänkt som startspelare inför säsongen 2015. Karlsson fick därefter tillåtelse att tala med andra klubbar. Eftersom Zürich var den klubb som visat mest intresse för honom besökte han klubben och staden. Men efter möte med klubbens tränare Sami Hyypiä, som bland annat spelade tio år och över 300 matcher för Liverpool, blev affären uteslutande. Väl tillbaka i AIK fick han låneförfrågan från GIF Sundsvall som han tackade nej till. 
Karlsson blev efter många om och men kvar i klubben efter att han krigade till sig en startplats och spelade 24/30 seriematcher tillsammans med Sonko Sundberg säsongen 2015.

### 2017: Lagkapten för första gången och 14 års måltorka var över
Efter att inte ha gjort ett enda mål på 14 år nätade Karlsson för AIK i en cupmatch den 25 februari 2017 mot Kristianstad FC (3–0). Målet kom i den 87:e matchminuten då Johan Blomberg slog en hörna från högersidan som nådde fram till Per Karlsson vid den främre stolpen och via vänsteraxeln på honom seglade bollen in i det närmaste krysset och fastställde därmed slutresultatet.
När AIK den 13 juli 2017 mötte FK Željezničar på Stadion Grbavica i Sarajevo bar Per Karlsson för första gången lagkaptensbindeln, han har sammanlagt burit den i 13 tävlingsmatcher. Den 15 september 2017 förlängde Karlsson sitt kontrakt med AIK fram över säsongen 2020. I ett bortamöte mot BK Häcken (6–1) den 24 september 2017 nickade Per Karlsson vid den bortre högra stolpen in Kristoffer Olssons vänsterhörna i den 24:e matchminuten. Målet betydde 1–0 till AIK och var hans första allsvenska mål.

### 2018–19: SM-guld, årets försvarare ännu en gång och en ramsa tillägnad till honom
Karlsson vann sitt andra SM-guld med AIK 2018 efter att laget endast släppt in 16 mål på 30 matcher. Det var söndagen den 11 november 2018 som Kalmar FF tog emot AIK på Guldfågeln Arena. AIK var tvungna att ta minst en poäng om IFK Norrköping slog BK Häcken borta för att vinna titeln på bättre målskillnad. IFK Norrköping vann sin match men det spelade mindre roll då AIK slog Kalmar FF med 1–0 efter en frispark i den 45:e matchminuten tagen av Tarik Elyounoussi som Robin Jansson nickade in. AIK vann därmed Allsvenskan med 67 poäng, två poäng före serietvåan IFK Norrköping. Karlsson var tillsammans med Henok Goitom dem enda i hela AIK:s trupp som spelade samtliga 30 matcher i allsvenskan det året. Efter SM-guldet utsågs Per Karlsson till årets mittback i Allsvenskan för andra gången i karriären.

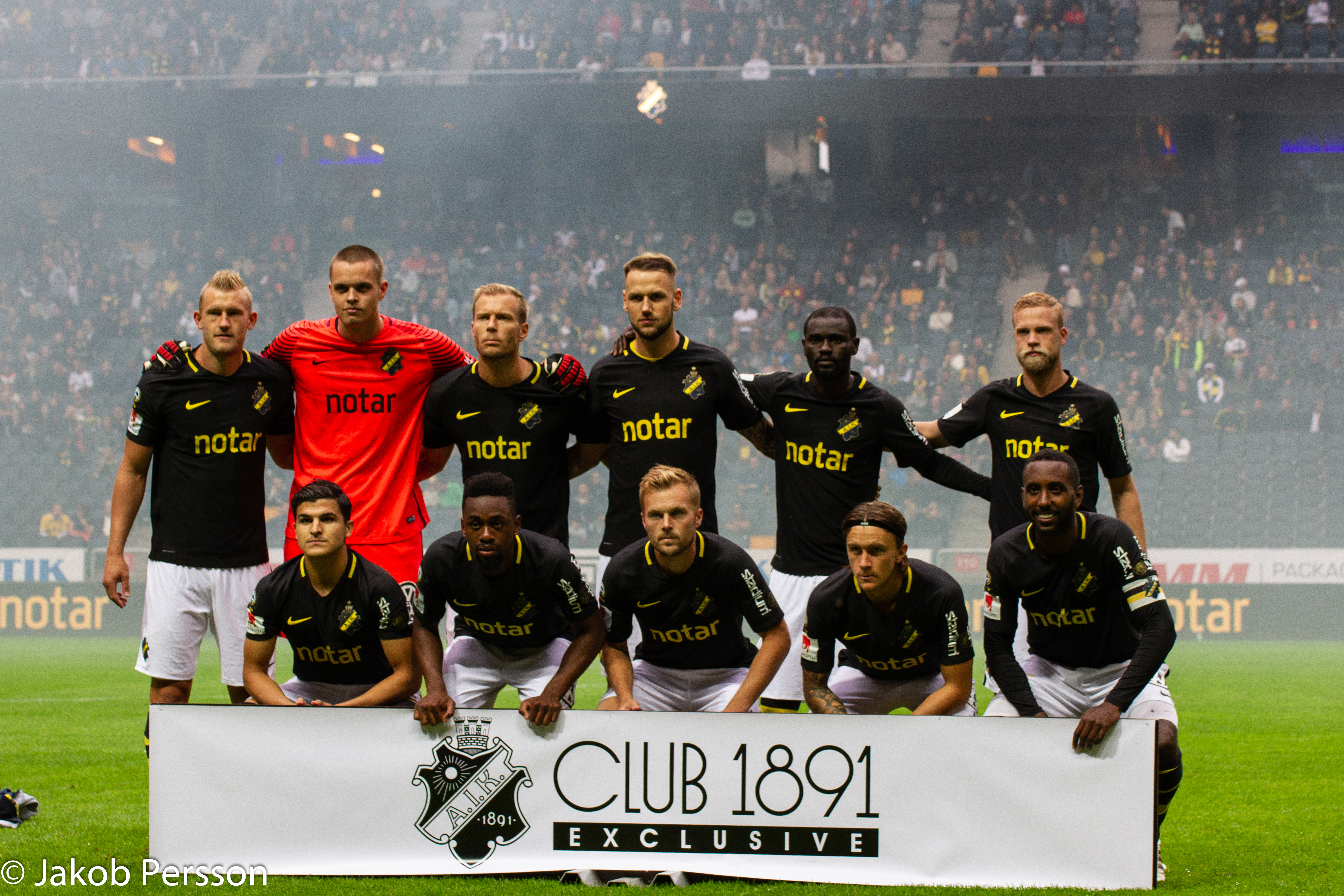
AIK:s guldlag 2018, Karlsson på övre raden tredje från vänster.

Det var även det här året som Per Karlsson skulle få en egen ramsa tillägnad till sig, efter att tillbringat över 15 år i klubben och spelat över 300 matcher hade det ändå inte förekommit någon ramsa på Norra stå som var tillägnad honom. Det var den 30 september 2018 när AIK spelade på bortaplan mot Dalkurd FF på Gavlevallen som tusentals tillresta AIK:are stämde upp i sång och sjöng för sin trotjänare. 
| ”                    | Spelare kommer och går, men du krigar vidare år efter år. Ger allt för vårt lag, kämpar varje dag. Pertan du är en av oss. | „ |
| – Sjöng supportrarna | |   |

 Karlsson sade i en intervju efter matchen att han var väldigt stolt och rörd över sången. Han menade även att han kunde tappa lite fokus på spelat under matchen då han försökte lyssna på sången. Även lagkamraterna i AIK tyckte att det var ett självklart val att Karlsson skulle få en egen sång. Matchen slutade sedan med en 4-0-seger för Karlsson och hans AIK.
Karlsson gjorde ett mål i Champions League den 31 juli 2019 när AIK mötte NK Maribor på Friends Arena inför cirka 19 000 åskådare. Målet kom när han nickade in Sebastian Larssons hörna i den 4:e matchminuten.

### 2020–22: Historia i AIK och skorna på hyllan
Karlsson blev den 15 juli 2020 under ett möte mot IK Sirius på Friends Arena den spelaren som gjort flest tävlingsmatcher för AIK någonsin efter att han slagit Daniel Tjernströms gamla rekord på 395 matcher. Han gjorde sitt andra allsvenska mål i oktober 2020 i ett möte mot Östersunds FK på Jämtkraft Arena. Målet kom i den 7:e matchminuten när en hörna från Sebastian Larsson studsade fram till Karlsson som kunde skjuta in bollen intill första stolpen och bakom Aly Keita i Östersundsmålet. Den 12 oktober 2020 förlängde han ännu en gång sitt kontrakt med AIK fram till och med den 31 december 2022.
AIK inledde 2021 med gruppspelet i Svenska cupen 2020/2021 och Karlsson startade den inledande bortamatchen mot Oskarshamns AIK (2–1) den 20 februari 2021, men tvingades på grund av en vadskada kliva av planen i den 32:a matchminuten. Strax därefter insjuknade han med covid-19. Comebacken dröjde ända till den 17 maj 2021 då AIK ställdes mot Östersunds FK (2–1) i Allsvenskan och han byttes in i den 83:e matchminuten och övertog då lagkaptensbindeln från Henok Goitom. Den fortsatta pandemin gjorde att Allsvenskan endast kunde ta in maximalt åtta åskådare under de inledande åtta omgångarna, men efter EM-uppehållet tilläts betydligt fler åskådare på plats. AIK låg på tredje plats i tabellen inför EM efter att man noterat resultatraden 4V-2O-2F. Karlsson missade de sista matcherna under 2021 då han hade en underkroppsskada.
Per Karlsson sista säsong som AIK-spelare skulle komma säsongen 2022.  

## Landslagskarriär

### Debuten i landslaget och fem års väntan på nästa
Per Karlsson har representerat Sveriges alla landslag, från U17 upp till A-laget. Karlsson gjorde sin debut för de Svenska A-landslaget den 20 januari 2010 i en match mot Oman på Seeb Staduim som Sverige vann med 1–0. Det dröjde nästan fem år innan han skulle få chansen att spela en landskamp för Sverige igen, den 15 januari 2015 spelade Karlsson samtliga 90 matchminuterna mot Elfenbenskusten på Zayed Sports City Stadium i Förenade Arabemiraten. Matchen slutade 2–0 till Sverige efter mål av Marcus Rohdén och Johan Mårtensson.

### En oväntad comeback
Den 27 maj 2019 fick Karlsson göra en oväntad comeback i landslaget. Jan Andersson valde att plocka med Karlsson i truppen då skador hindrade de ordinarie mittbackarna att vila. Jan Andersson menade att Karlsson var ett namn man tidigare hade haft på listan, men att läget att ta ut honom inte hade funnits, men nu när luckan hade kommit valde man att plocka med honom. Den dåvarande 33-åriga Per Karlsson blev själv överraskad att han blev uttagen och sade själv att han inte ens hade kollat på presskonferensen, men han hade ändå pratat lite med landslagsledningen veckan innan och han hade där och då fått budskapet att han inte skulle bli alltför överraskad om han kom med. Karlsson fick däremot ingen speltid men fick vara med på bänken när laget mötte Spanien i en 3–0-förlust på Estadio Santiago Bernabéu i Madrid.

## Meriter

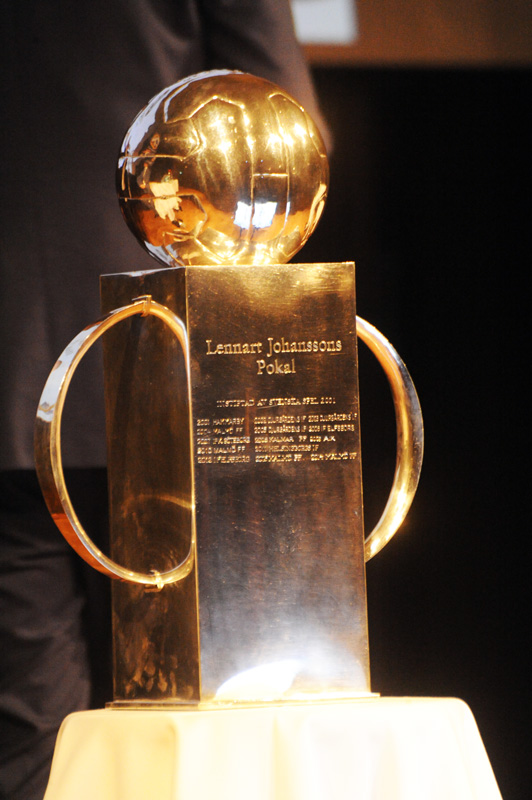
Lennart Johanssons Pokal som Per Karlsson har vunnit två gånger.

### Klubblag

#### AIK
- Allsvenskan: 2009, 2018
- Svenska Cupen: 2009
- Svenska Supercupen: 2010
- Superettan: 2005
- JSM-guld: 2004

### Individuellt

#### Utmärkelse
- Allsvenskans stora pris: Årets försvarare 2013 och 2018

### Rekord

#### AIK
- Flest framträdande: 396 st
- Flest Allsvenska framträdande 329 st

## Statistik

### Klubblagstatistik
| Klubb                | Säsong         | Division       | Liga    | Liga | Cup     | Cup | Europa  | Europa | Totalt  | Totalt |
| Klubb                | Säsong         | Division       | Matcher | Mål  | Matcher | Mål | Matcher | Mål    | Matcher | Mål    |
| -------------------- | -------------- | -------------- | ------- | ---- | ------- | --- | ------- | ------ | ------- | ------ |
| AIK                  | 2003           | Allsvenskan    | 1       | 0    | 0       | 0   | 0       | 0      | 1       | 0      |
| AIK                  | 2004           | Allsvenskan    | 12      | 0    | 0       | 0   | —       | —      | 12      | 0      |
| AIK                  | 2005           | Superettan     | 3       | 0    | 0       | 0   | —       | —      | 3       | 0      |
| Väsby United (lån)   | 2006           | Superettan     | 0       | 0    | 0       | 0   | —       | —      | 0       | 0      |
| Åtvidabergs FF (lån) | 2007           | Superettan     | 27      | 1    | 0       | 0   | —       | —      | 27      | 1      |
| AIK                  | 2008           | Allsvenskan    | 25      | 0    | 0       | 0   | —       | —      | 25      | 0      |
| AIK                  | 2009           | Allsvenskan    | 26      | 0    | 5       | 0   | —       | —      | 31      | 0      |
| AIK                  | 2010           | Allsvenskan    | 21      | 0    | 3       | 0   | 6       | 0      | 30      | 0      |
| AIK                  | 2011           | Allsvenskan    | 6       | 0    | 1       | 0   | —       | —      | 7       | 0      |
| AIK                  | 2012           | Allsvenskan    | 23      | 0    | 0       | 0   | 11      | 0      | 34      | 0      |
| AIK                  | 2013           | Allsvenskan    | 30      | 0    | 3       | 0   | —       | —      | 33      | 0      |
| AIK                  | 2014           | Allsvenskan    | 26      | 0    | 1       | 0   | 4       | 0      | 31      | 0      |
| AIK                  | 2015           | Allsvenskan    | 24      | 0    | 1       | 0   | 3       | 0      | 28      | 0      |
| AIK                  | 2016           | Allsvenskan    | 26      | 0    | 1       | 0   | 4       | 0      | 31      | 0      |
| AIK                  | 2017           | Allsvenskan    | 27      | 1    | 4       | 1   | 5       | 0      | 36      | 2      |
| AIK                  | 2018           | Allsvenskan    | 30      | 0    | 4       | 0   | 4       | 0      | 38      | 0      |
| AIK                  | 2019           | Allsvenskan    | 28      | 0    | 4       | 0   | 7       | 1      | 39      | 1      |
| AIK                  | 2020           | Allsvenskan    | 26      | 1    | 5       | 0   | —       | —      | 31      | 1      |
| AIK                  | 2021           | Allsvenskan    | 8       | 0    | 2       | 0   | —       | —      | 10      | 0      |
| Karriär totalt       | Karriär totalt | Karriär totalt | 369     | 3    | 34      | 1   | 44      | 1      | 447     | 5      |

### Landslagsstatistik
| Sveriges landslag |         |     |
| År                | Matcher | Mål |
| 2010              | 1       | 0   |
| 2015              | 1       | 0   |
| Totalt            | 2       | 0   |

## Utanför fotbollen
Per Karlsson är gift med Mia Örnjäger sedan den 2 augusti 2011. Tillsammans har de två barn, Alexander och Stella.  
2022 kom Karlssons självbiografi ut, Världens bästa Karlsson (Mondial), skriven tillsammans med Marcus Birro.

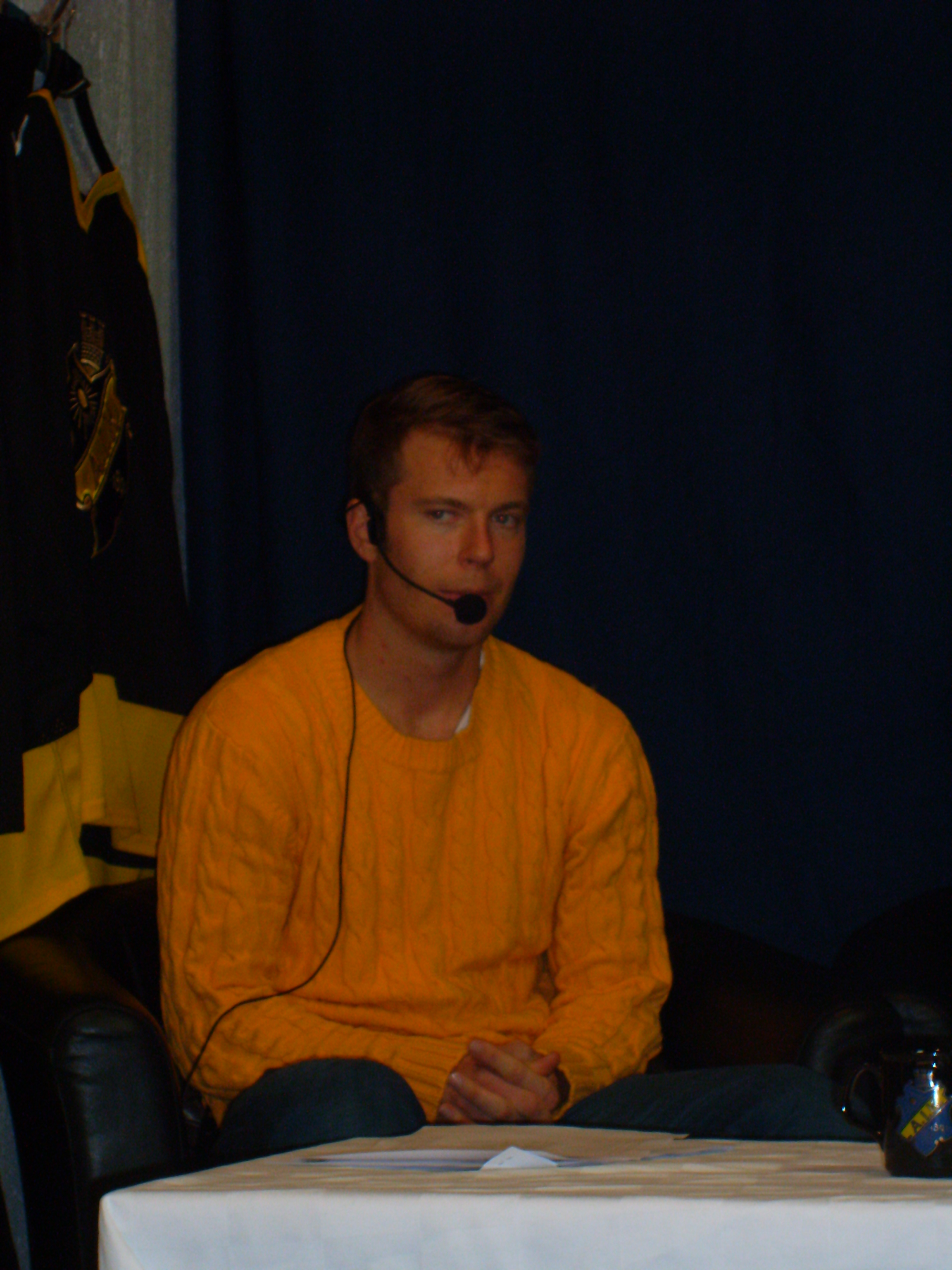
Per Karlsson i en intervju.